# یولیوس آیزنکر
یولیوس آیزنکر (انگلیسی: Julius Eisenecker; ۲۱ مارس ۱۹۰۳ – ۱۲ اکتبر ۱۹۸۱) شمشیرباز اهل آلمان بود.
وی در مسابقات کشوری و بین‌المللی در مجموع برندهٔ ۲ مدال برنز شده‌است.